# Aspila bulgarica
Aspila bulgarica är en fjärilsart som beskrevs av Max Wilhelm Karl Draudt 1938. Aspila bulgarica ingår i släktet Aspila och familjen nattflyn. Inga underarter finns listade i Catalogue of Life.